# Scooby-Doo! and the Haunted Castle
Scooby-Doo's Haunted Mansion ist eine Scooby-Doo-thematische Themenfahrtserie der Sally Corporation, die auf Hanna-Barberas langjähriger Zeichentrickserie basiert. Die Fahrt befördert die Gäste in einem Fahrzeug, das mit Lightgun ausgestattet ist, mit denen sie auf verschiedene Ziele schießen können, um während der Fahrt Punkte zu sammeln. Auf seinem Höhepunkt war das Fahrgeschäft in sieben Vergnügungsparks auf der ganzen Welt zu finden, darunter auch in Canada's Wonderland, dem Standort der ersten Installation, die im Jahr 2000 eröffnet wurde. Anfangs unter verschiedenen Namen bekannt, wurde das Scooby-Doo-Thema der Fahrt an mehreren Standorten durch Boo Blasters on Boo Hill ersetzt und an anderen entfernt. Die letzte verbleibende Installation ist La Aventura de Scooby-Doo im Parque Warner Madrid in Madrid, Spanien.

## Geschichte
Ende der 1990er Jahre entwickelte das zu Paramount Parks gehörende Canada's Wonderland gemeinsam mit der Sally Corporation Scooby-Doo's Haunted Mansion. Die Attraktion wurde am 7. Mai 2000 eröffnet. Im November desselben Jahres wurde die Attraktion als beste neue Kinderattraktion ausgezeichnet. Ähnliche Versionen der Fahrt wurden in den nächsten Jahren an drei anderen Standorten im Paramount Park hinzugefügt.
Im Jahr 2002 stieg Six Flags in das Fahrgeschäftskonzept ein und installierte es an zwei Standorten, Six Flags Fiesta Texas und Six Flags St. Louis, wobei letzterer ein bestehendes Wasserbahnsystem nutzte. Am 16. Juni 2005 wurde im Parque Warner Madrid (als dieser noch von Six Flags betrieben wurde) ebenfalls eine Anlage mit einem schienenlosen Fahrsystem von ETF Ride Systems hinzugefügt. Die Attraktion wurde von José Corbacho und El Terrat eröffnet.
Während der Saison 2014 stellte Six Flags St. Louis an der Attraktion ein Schild mit der Aufschrift „Scooby-Doo Ghostblasters: The Mystery of the Scary Swamp wird am 14. September 2014 wegen zukünftiger Verbesserungen dauerhaft geschlossen.“ Später wurde bekannt gegeben, dass sie durch Justice League: Battle for Metropolis ersetzt wird. Ende 2017 gab Six Flags Fiesta Texas bekannt, dass die Anlage am 7. Januar 2018 endgültig geschlossen wird. Der Nachfolger „Pirates of the Deep Sea“ wurde am 12. Januar 2019 für die Öffentlichkeit eröffnet.

## Standorte
| Name                                                          | Park                   | Location                                                    | Eröffnet | Geöffnet | Status                                                     | Ref    |
| ------------------------------------------------------------- | ---------------------- | ----------------------------------------------------------- | -------- | -------- | ---------------------------------------------------------- | ------ |
| La Aventura de Scooby-Doo "Scooby Doo's Adventure"            | Parque Warner Madrid   | Spanien San Martín de la Vega, Madrid, Spain                | 2005     | Ja       | Operating                                                  | [ 12 ] |
| Scooby-Doo! and the Haunted Castle                            | Kings Island           | Vereinigte Staaten Mason, Ohio, United States               | 2003     | Nein     | Umgebaut als Boo Blasters on Boo Hill                      | [ 17 ] |
| Scooby-Doo! and the Haunted Mansion                           | Kings Dominion         | Vereinigte Staaten Doswell, Virginia, United States         | 2004     | Nein     | Umgebaut als Boo Blasters on Boo Hill                      | [ 18 ] |
| Scooby-Doo! Ghostblasters: The Mystery of the Haunted Mansion | Six Flags Fiesta Texas | Vereinigte Staaten San Antonio, Texas, United States        | 2002     | Nein     | Closed; Umgebaut als Pirates of the Deep Sea               | [ 19 ] |
| Scooby-Doo's Haunted Mansion                                  | Canada's Wonderland    | Kanada Vaughan, Ontario, Canada                             | 2000     | Nein     | Umgebaut als Boo Blasters on Boo Hill                      | [ 20 ] |
| Scooby-Doo's Haunted Mansion                                  | Carowinds              | Vereinigte Staaten Charlotte, North Carolina, United States | 2001     | Nein     | Umgebaut als Boo Blasters on Boo Hill                      | [ 21 ] |
| Scooby-Doo! Ghostblasters: The Mystery of the Scary Swamp     | Six Flags St. Louis    | Vereinigte Staaten Eureka, Missouri, United States          | 2002     | Nein     | Closed; Umgebaut als Justice League: Battle for Metropolis | [ 22 ] |